# Georg Aribert van Anhalt-Dessau
Georg Aribert van Anhalt-Dessau (Dessau, 3 juni 1606 - Wörlitz, 14 november 1643) was een vorst van het vorstendom Anhalt-Dessau. Hij was lid van het huis Ascania.

## Leven
Georg was de zesde zoon van vorst Johan George I van Anhalt-Dessau en Dorothea van Palts-Lautern, dochter van Johan Casimir van Palts-Lautern. Na de dood van zijn vader in 1618 werd de voogdij van Georg toegewezen aan zijn oudere broer Johan Casimir van Anhalt-Dessau. Officieel was hij samen met zijn broer co-regent van het vorstendom, maar in de praktijk heeft hij nooit deelgenomen aan het bestuur. In 1619 werd George door zijn oom Lodewijk I van Anhalt-Köthen geaccepteerd voor het Fruchtbringende Gesellschaft. De zure sinaasappelboom werd gekozen als zijn embleem. George diende in het leger van 1625 tot 1629, samen met Christoph Albrecht van Zanthier. Na een gezamenlijke regeerperiode van dertien jaar besloten Georg en Johan Casimir het vorstendom te splitsen. Georg kreeg maar een paar eigendommen: Wörlitz (zijn residentie), Radegast en Kleutsch. 
Rond 1632 besloot Georg te trouwen met Johanna Elisabeth van Krosigk, een oude nobele en dochter van Christoph van Krosigk. De beslissing veroorzaakte problemen met zijn familie. De familie was tegen de unie met Krosigk. Op 10 februari 1637 werd er besloten tot een morganatisch huwelijk en werd de unie gevormd. Een maand later, op 7 maart 1637 trouwde ze met elkaar. Georg en Johanna kregen samen vijf kinderen:
- Christiaan Aribert van Radegast (-1677)
- Sophie van Bähringen (1637-1695)
- Eleonore van Bähringen (1642-1677)
- Dorothea Ariberte van Bähringen (1639-1661)
- Johanna van Bähringen (-1660)